# (17428) Charleroi
(17428) Charleroi ist ein Asteroid des äußeren Hauptgürtels, der am 21. März 1991 von dem belgischen Astronomen Henri Debehogne am La-Silla-Observatorium der Europäischen Südsternwarte in Chile (IAU-Code 809) entdeckt wurde. Sichtungen des Asteroiden hatte es vorher schon am 19. September 1985 unter der vorläufigen Bezeichnung 1985 SO2 am Krim-Observatorium in Nautschnyj und am 11. Januar 1988 (1988 AQ) am Karl-Schwarzschild-Observatorium im Tautenburger Wald gegeben.
Der Asteroid befindet sich in einer 3:2-Bahnresonanz mit dem Planeten Jupiter, das heißt, dass bei zwei Umkreisungen der Sonne von Jupiter der Asteroid die Sonne dreimal umkreist. Mittlere Sonnenentfernung (große Halbachse), Exzentrizität und Neigung der Bahnebene von (17428) Charleroi entsprechen der Hilda-Gruppe. Namensgeber dieser Asteroidengruppe ist der Asteroid (153) Hilda.
Der mittlere Durchmesser des Asteroiden wurde mit circa 30 km berechnet, die Albedo von 0,06 weist auf eine dunkle Oberfläche hin. Brian D. Warner und Robert D. Stephens ermittelten bei Beobachtungen am 14. bis 16. Oktober 2016 am Center for Solar System Studies in Rancho Cucamonga, Kalifornien die Rotationsperiode mit 6,034 (±0,007) Stunden. Die Lichtkurve weist hierbei auf eine retrograde Rotation hin.
(17428) Charleroi wurde am 13. November 2008 nach der wallonischen Stadt Charleroi benannt.